# Air Comet Chile
Aerolíneas Austral Chile S.A., operada comercialmente como Aerolíneas del Sur entre 2004 y 2007 y Air Comet Chile entre 2007 y 2008, fue una aerolínea chilena de capitales españoles, establecida en el Aeropuerto Internacional Arturo Merino Benítez en Santiago, Chile. Fue filial de Aerolíneas Argentinas (entre 2004 y 2007) y Air Comet (entre 2007 y 2008), ambas del Grupo Marsans.

## Historia

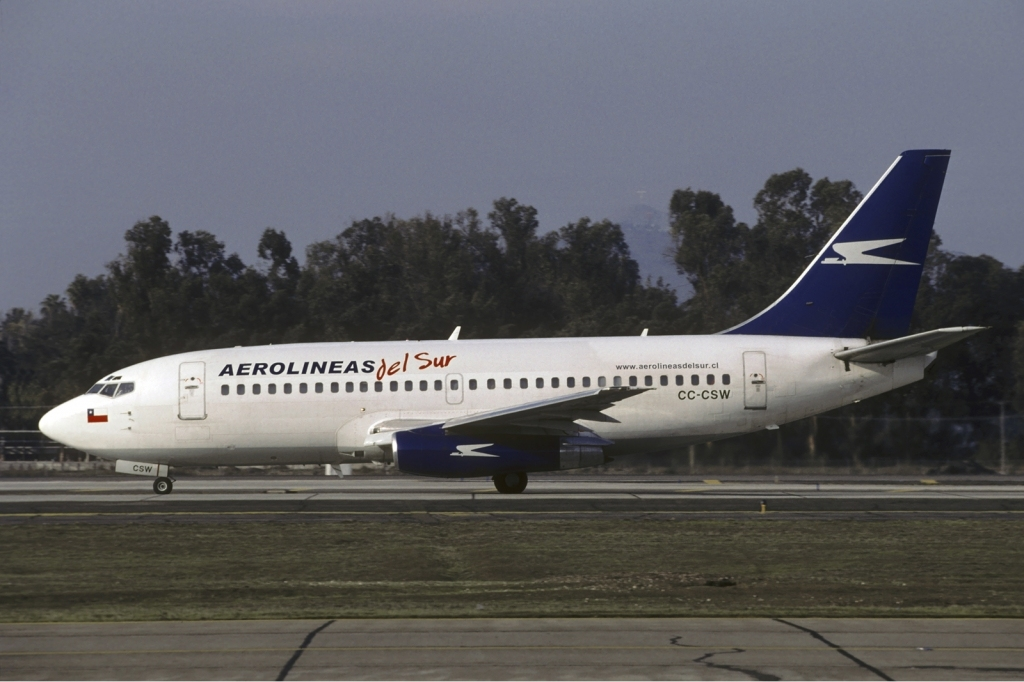
Boeing 737-200 de Aerolíneas del Sur.

Aerolíneas Austral Chile comenzó sus operaciones en Chile el 6 de diciembre de 2004 bajo el nombre de Aerolíneas del Sur y su vuelo inaugural se realizó entre la ciudad de Punta Arenas y Santiago.
Aerolíneas del Sur/Air Comet Chile supo posicionarse rápidamente en el mercado nacional, a través de una fuerte estrategia comercial, enfocada en los vuelos non stop a regiones, tarifas integradas y un buen servicio a bordo. Además, la aerolínea se hizo conocida en el ambiente local gracias a sus promociones especiales, las cuales superaban cualquier tarifa de otra línea aérea, y por ser la única línea aérea chilena que disponía de clase ejecutiva en vuelos nacionales. Llegó a conseguir un 18,5% de participación en el mercado chileno.
Air Comet Chile volaba regularmente a las ciudades de Iquique, Antofagasta, Calama, Santiago, Concepción, Temuco, Puerto Montt, Balmaceda, Puerto Natales y Punta Arenas.
El 12 de septiembre de 2007 la aerolínea cambia de nombre e imagen corporativa a Air Comet Chile desprendiéndose de la imagen típica de Aerolíneas Argentinas y su característico cóndor, siendo el primer avión pintado completamente con los nuevos colores es el CC-CFD.
Durante el primer semestre de 2008, su permanencia en el país quedó en duda debido a problemas en la administración del Grupo Marsans y la posterior venta de gran parte de sus acciones a empresarios argentinos luego de un mal manejo de Aerolíneas Argentinas. 
El Grupo Marsans fue acusado de transferir recursos monetario desde Aerolíneas Argentinas a Air Comet lo que llevó a Aerolíneas a una grave crisis. Con esto Air Comet devolvería 2 de sus aeronaves transferidas desde Aerolíneas Argentinas y Austral, por lo que también estaría en duda la adquisición de nuevas aeronaves de la familia A320 dado que Marsans aún no confirmaría el pedido a Airbus.
A mediados del año 2008, las directivas de Air Comet y Sky Airline realizaron negociaciones para establecer un programa de sinergia operacional entre ambas empresas, con miras a fusionar las aerolíneas en una sola y enfrentar mejor a la competencia en el mercado interno chileno. Sin embargo, este intento de fusión nunca se concretó y el programa de sinergia operacional solo permitió la cesión de operaciones de parte de Air Comet Chile a su nueva socia, Sky Airline.
Air Comet Chile a octubre de 2008 operaba regularmente en las siguientes ciudades: Santiago, Puerto Montt y Punta Arenas, el resto de sus rutas habían sido cerradas o traspasadas a Sky Airline.El 31 de octubre de 2008, Air Comet Chile cesó sus operaciones. En diciembre de 2008, la aerolínea se declaró en quiebra.

## Antiguos destinos
| Países | Destinos          | Aeropuertos                                                 |
| ------ | ----------------- | ----------------------------------------------------------- |
| Chile  | Antofagasta       | Aeropuerto Andrés Sabella                                   |
| Chile  | Balmaceda         | Aeródromo Balmaceda                                         |
| Chile  | Calama            | Aeropuerto El Loa                                           |
| Chile  | Concepción        | Aeropuerto Internacional Carriel Sur                        |
| Chile  | Iquique           | Aeropuerto Internacional Diego Aracena                      |
| Chile  | Puerto Montt      | Aeropuerto Internacional El Tepual                          |
| Chile  | Puerto Natales    | Aeródromo Teniente Julio Gallardo                           |
| Chile  | Punta Arenas      | Aeropuerto Internacional Presidente Carlos Ibáñez del Campo |
| Chile  | Santiago de Chile | Aeropuerto Internacional Arturo Merino Benítez (HUB)        |
| Chile  | Temuco            | Aeródromo Maquehue                                          |

## Flota histórica
Su flota constaba de 7 aeronaves, cinco con capacidad de ofrecer el servicio de Clase Ejecutiva en vuelos de cabotaje las cuales fueron:
| Aeronaves      | Total | Introducido | Retirado | Matrículas                                              |
| -------------- | ----- | ----------- | -------- | ------------------------------------------------------- |
| Boeing 737-200 | 7     | 2004        | 2008     | CC-CFD, CC-CGM, CC-CJP, CC-CSK, CC-CSW, CC-CZK y CC-CZO |

Air Comet Chile incorporó 3 aviones durante el segundo semestre de 2007, uno ex Austral (CC-CSW) y otros dos ex LAN (CC-CZK y CC-CZO); junto con esto la compañía anunció la incorporación de 2 Boeing 737-500 para poder operar en rutas internacionales, pero esto último no se concretó.
Durante 2007 y 2008, Air Comet debió devolver algunos Boeing 737 pertenecientes a Aerolíneas Argentinas, quedando con una flota operativa de 3 aviones. 